# Остров Лисянского
Остров Лисянского (англ. Lisianski Island) — маленький необитаемый остров в Тихом океане в составе Северо-Западных островов Гавайского архипелага. Административно входит в состав штата Гавайи (США). Гавайское название — Папаапохо (гав. Papa‘āpoho).

## География
Остров Лисянского расположен в 215 км к западу от соседнего острова Лайсан и примерно в 1700 км от острова Оаху, на котором расположена столица штата Гавайи Гонолулу. Площадь острова составляет 1,556 км². Высшая точка в северной части достигает высоты 12 м над уровнем океана.

## Фауна
На острове гнездится очень большое количество морских птиц. Обитают гавайские тюлени-монахи.

## Нева-Шолс
«Отмели Невы» (первоначальное название — «Риф Невы», англ. Neva Shoals) — это поле мелких рифов площадью 979 квадратных километров (378 квадратных миль) непосредственно к юго-востоку от острова. Нева Шолс была названа Лисянским в честь своего корабля «Нева», который дважды садился на эту отмель, и чуть было не был разбит на ней штормом. Водолазы описывают риф как «коралловый сад» из-за большого разнообразия кораллов 24 видов.

## История
Остров был открыт российской кругосветной экспедицией с борта шлюпа «Нева» Юрия Фёдоровича Лисянского 15 октября 1805 года. В 1857 году король Гавайи Камеамеа IV присоединил остров к королевству. В 1890 году остров был сдан в аренду «North Pacific Phosphate and Fertilizer Company», которая занималась добычей гуано. В 1909 году стал частью птичьего заповедника, а в 2006 году — памятника природы Папаханаумокуакеа (англ. Papahānaumokuākea Marine National Monuments).

## Галерея
- Вид на остров с воздуха
- Коралловый риф Нева Шолс
- Коралловый риф Нева Шолс со спутника
- Вид острова со спутника